# Provinz Khenchela
Die Provinz Khenchela (arabisch ولاية خنشلة, DMG Wilāyat Ḫanšala, tamazight ⴰⴳⴻⵣⴷⵓ ⵏ ⵅⴻⵏⵛⵍⴰ Agezdu n Xencla; auch Chanschala) ist eine Provinz (wilaya) im nordöstlichen Algerien. Hauptstadt der Provinz ist Khenchela.

## Geografie
Die Provinz liegt nahe der Grenze zu Tunesien und umfasst eine Fläche von 9624 km². Die Provinz grenzt im Norden an die Provinz Umm al-Bawāqī, im Osten an Tebessa, im Süden an El Oued und im Westen an Biskra und Batna.
Der Medjerda-Nebenfluss Oued Mellègue hat hier seine Quellen.

## Bevölkerung
Rund 421.000 Menschen (Schätzung 2006) bewohnen die Provinz, die Bevölkerungsdichte beträgt somit 44 Einwohner pro Quadratkilometer.